# 風的顏色
《風的顏色》是趙詠華的第十一張大碟，於1996年推出，是其轉至寶麗金唱片後的第一張大碟，當中《我們的故事》及《像我這樣的女人》的音樂錄影帶更在香港拍攝的。而專輯的第一主打歌《我們的故事》的靈感是來自於一首老歌。

## 曲目
| 曲序 | 曲名                   | 曲     | 詞     | 編曲   | 附註       |
| 01   | 我們的故事             | 吳旭文 | 吳旭文 | 王豫民 | 第一主打歌 |
| 02   | 像我這樣的女人         | 李正帆 | 姚若龍 | 李正帆 | 第二主打歌 |
| 03   | 風的顏色（李正帆合唱） | 李正帆 | 姚若龍 | 李正帆 | 第三主打歌 |
| 04   | 寫在手心的愛你         | 戚小戀 | 易家揚 | 屠穎   |            |
| 05   | 和從前一樣             | 黃怡   | 易家揚 | 王豫民 |            |
| 06   | 推開貼近               | 梁文福 | 梁文福 | 鮑比達 |            |
| 07   | 傷害我 你快樂嗎        | 葉良俊 | 何啟弘 | 張翰群 | 第四主打歌 |
| 08   | 斷了氣                 | 吳旭文 | 吳旭文 | 鍾興民 |            |
| 09   | 轉變                   | 張翰群 | 陳衍利 | 張翰群 |            |
| 10   | 早點睡吧               | 李正帆 | 姚若龍 | 李正帆 |            |

## 唱片版本
- 盒裝CD版
- 普通CD版